# Pingcheng
Pingcheng (en chino:上党区,pinyin:Píngchéng qū) es un distrito urbano bajo la administración directa de la ciudad-prefectura de Datong. Se ubica al norte de la provincia de Shanxi, este de la República Popular China. Su área es de 243 km² y su población total para 2018 fue cerca a los  900 mil habitantes.

## Administración
El distrito de Pingcheng se divide en 15 pueblos que se administran en 12 subdistritos y 3 villas.